# Onada de proa

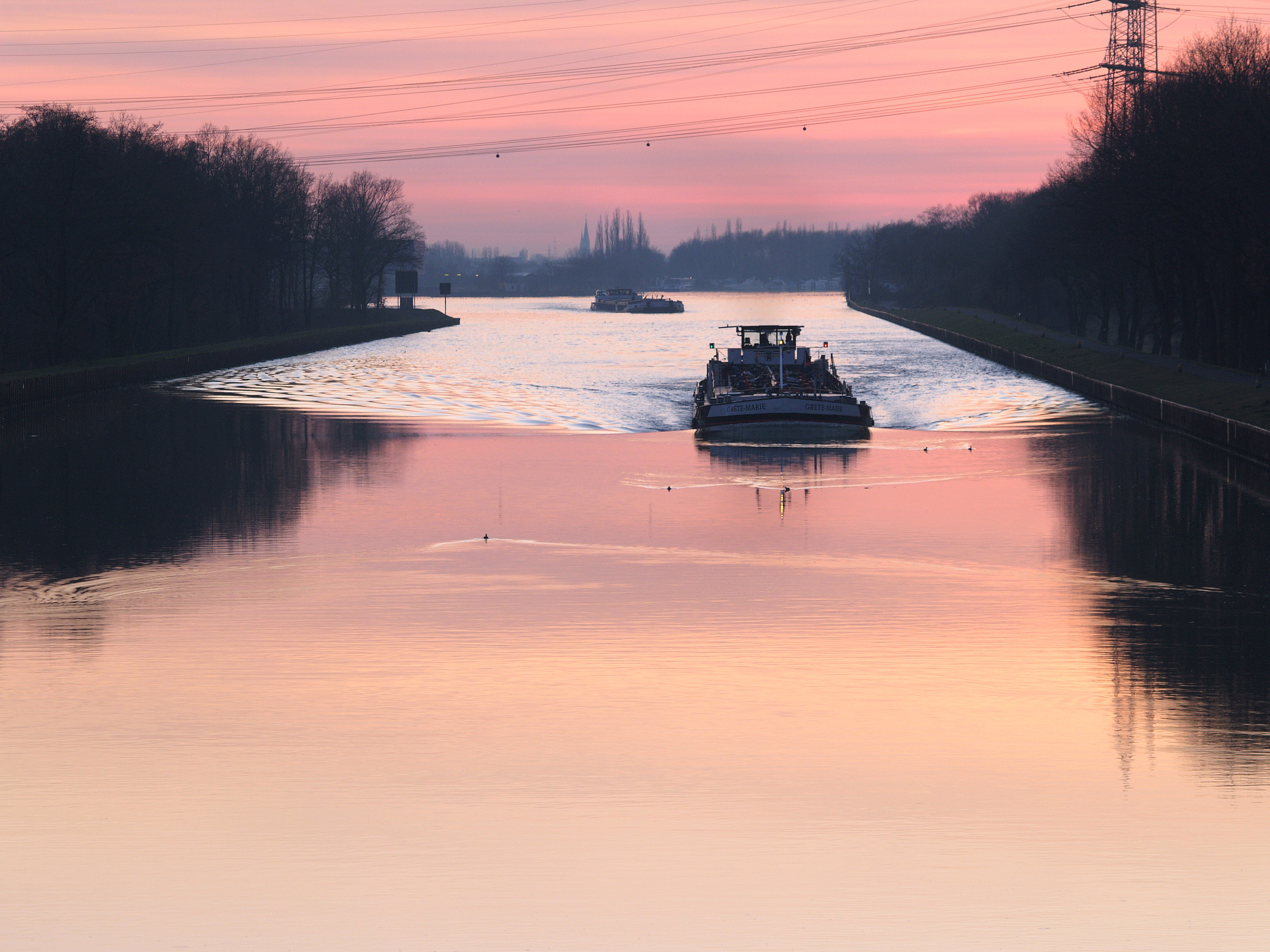
Onada de proa d'una barcassa

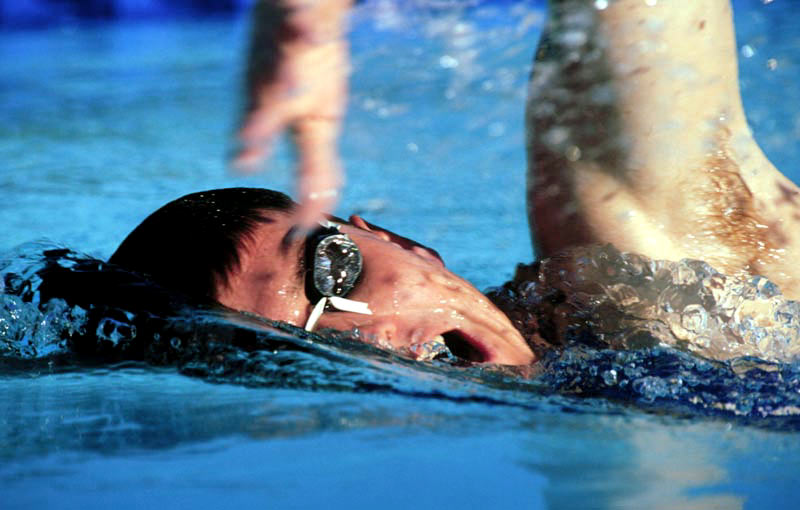
Nedador

L'onada de proa o també ona de proa, és una ona que es forma al davant d'un vaixell quan la roda talla l'aigua tot avançant. Al darrere, el vaixell va seguit per l'onada de popa. A mesura que l'ona s'estén en forma de fletxa, defineix els límits exteriors del deixant d'un vaixell.
Una ona de proa massa gran frena el vaixell, a part que suposa un risc per a les embarcacions més petites. Dins d'un port, o en aigües confinades, pot danyar tant les instal·lacions d'amarratge com els vaixells amarrats.
Una ona de proa també es forma al cap d'un nedador quan es mou dins de l'aigua. La vall (o depressió) d'aquesta ona es troba a prop de la boca del nedador i se situa més baixa que el nivell de l'aigua en repòs del voltant. Aquest fet ajuda el nedador a inhalar l'aire per respirar quan gira el cap.

## Història

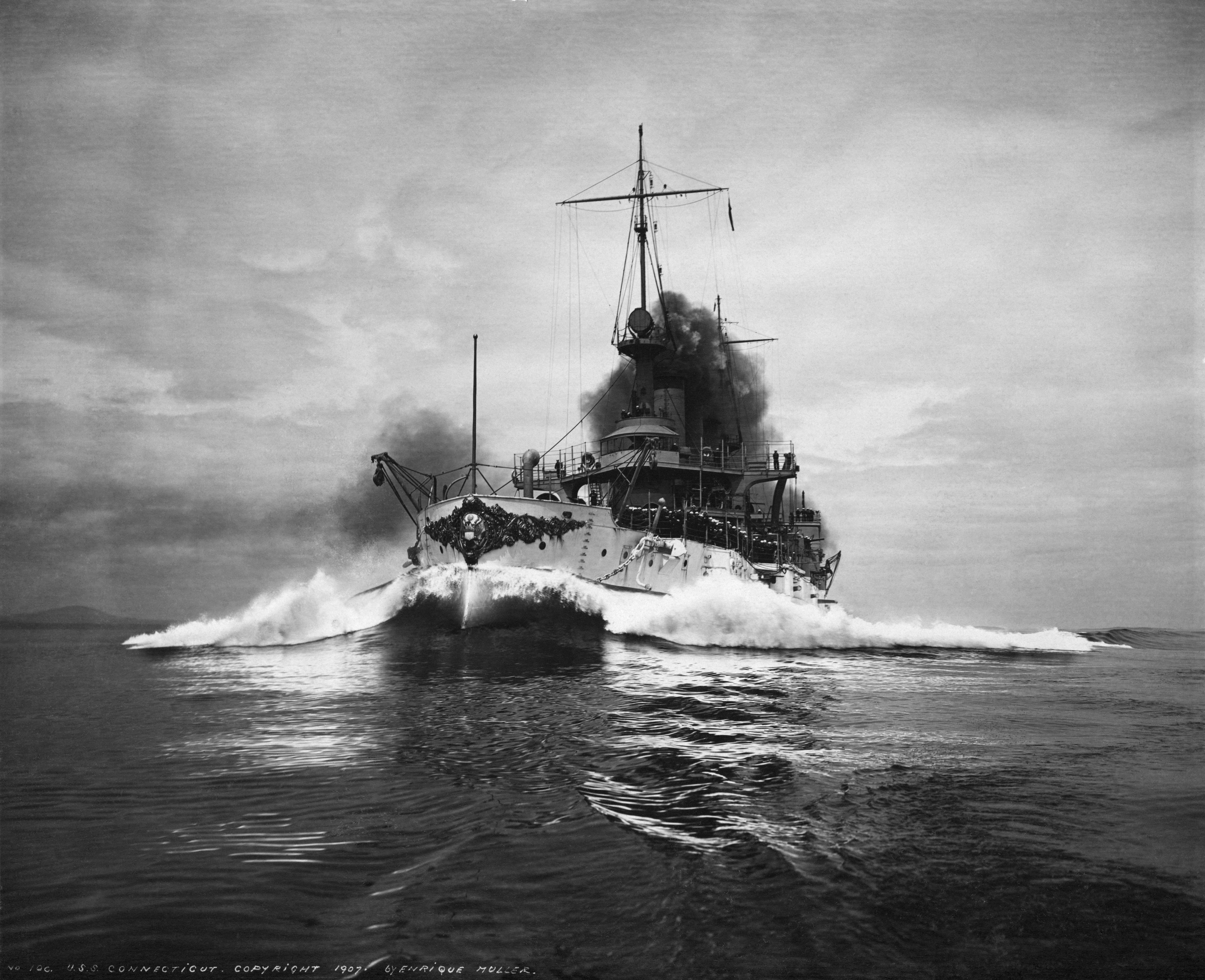
Onada de proa del cuirassat USS Connecticut (BB 8) durant les seves proves de velocitat (1906 a 1907).

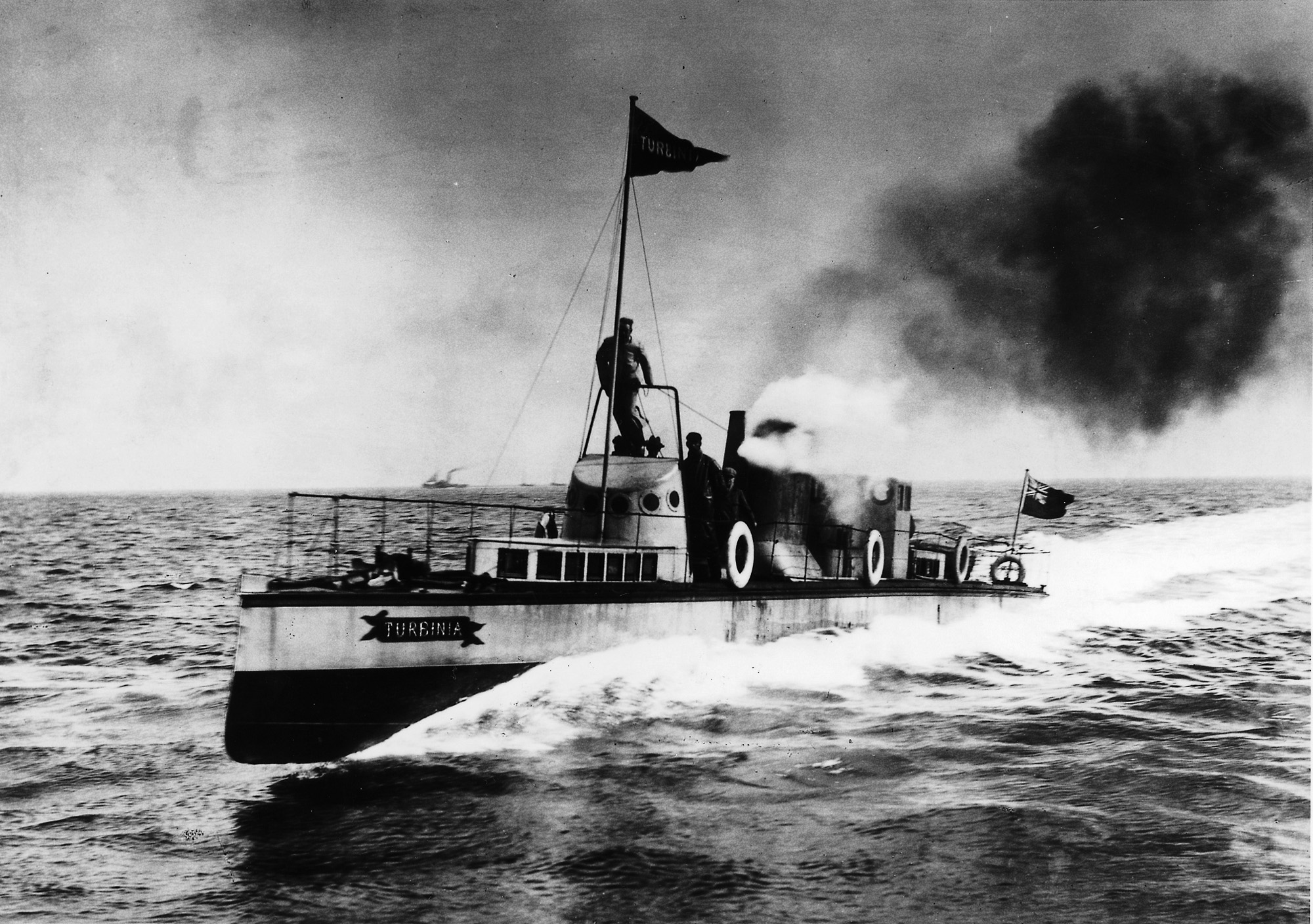
El vaixell Turbinia en proves de velocitat. 1878.

A finals del segle xix Charles Algernon Parsons va investigar, fent experiments en un canal d'aigua, la resistència a l'avançament dels bucs dels vaixells, i va estudiar els efectes causats, a la velocitat més alta a la que pot arribar un vaixell d'una eslora donada, tant per l'ona de proa com per l'ona de popa. Des d'aleshores, els bucs dels vaixells es dissenyen tenint en compte que generin una ona de proa tan petita com sigui possible.

## Descripció
Un vaixell que flota a l'aigua en repòs desplaça el seu pes en aigua. Quan el vaixell es mou, altera la mateixa quantitat d'aigua que abans es trobava tranquila a proa. Això provoca que l'aigua s'acceleri i és la causa de les ones de proa i popa.
La grandària de l'ona de proa és una funció de la velocitat del vaixell, del seu calat, de les ones superficials, de la profunditat de l'aigua i de la forma de la proa. Un vaixell amb un gran calat i una proa voluminosa produirà una ona de proa gran, i els vaixells amb una proa fina crearan ones de proa més petites, en avançar sobre la superfície de l'aigua. Els patrons de les ones de proa s'estudien en el camp de la dinàmica de fluids computacional.
La producció de les ones de proa i popa absorbeix energia. Un objectiu important de l'arquitectura naval és, per tant, reduir la mida de l'ona de la proa per tal de reduir l'energia absorbida i millorar l'economia de combustible de la nau. Els vaixells moderns solen estar proveïts d'una proa de bulb per tal d'aconseguir-ho.

## Ona de Mach
Una fet semblant es produeix quan un avió viatja a la velocitat del so. Les crestes d'ones superposades interrompen el flux d'aire per sobre i per sota de les ales. De la mateixa manera que un vaixell pot viatjar fàcilment més ràpid que l'ona que produeix planejant sobre ella, un avió amb prou potència pot viatjar més ràpid que la velocitat del so: trencant la barrera del so, llavors es diu que és supersònic.

## Galeria

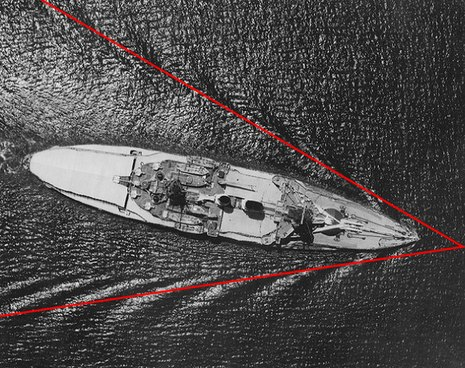
Angle de les ones de proa: 39°
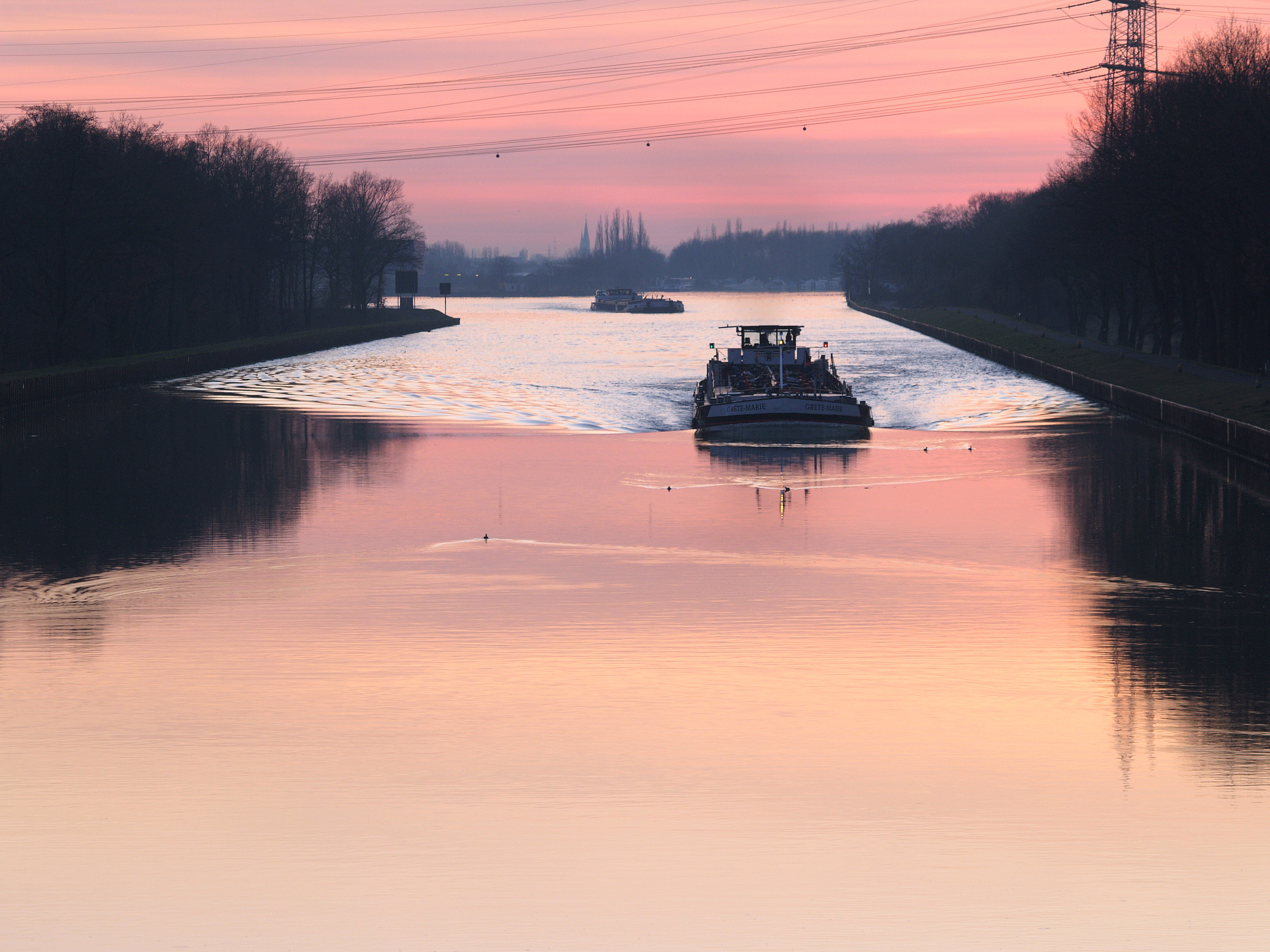
Ones d'un vaixell i algunes aus aquàtiques, al canal Rin-Herne
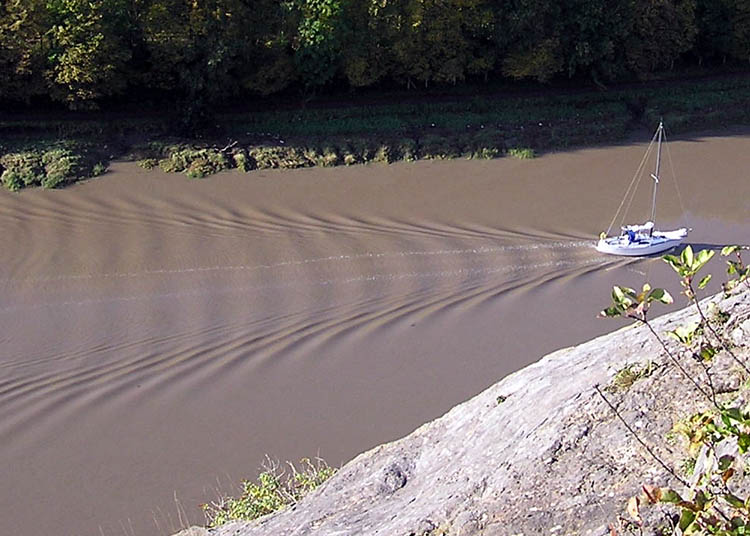
Ones en aigües tranquil·les .
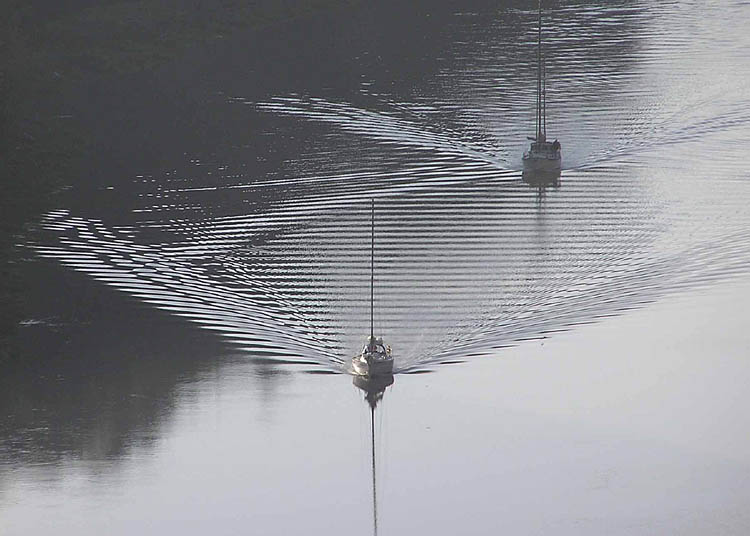
Ones també en el cas d'una velocitat baixa.
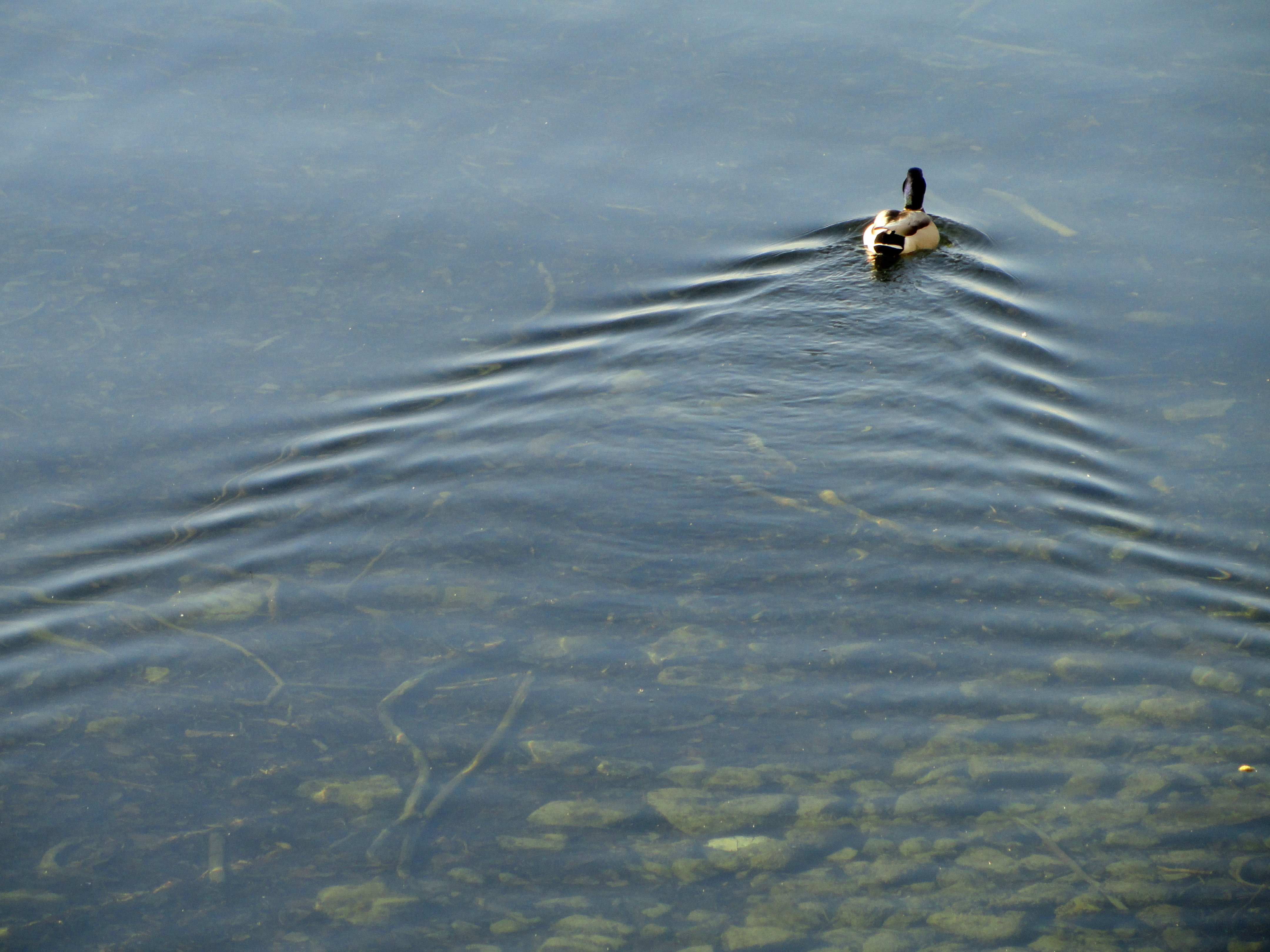
Llac Constança a Lindau